# Église Saint-Jean-Baptiste de Cerisiers
L'église Saint-Jean-Baptiste est l'église paroissiale de Cerisiers dans l'archidiocèse de Sens et le département de l'Yonne. Sa fête patronale a lieu le 24 juin.

## Historique

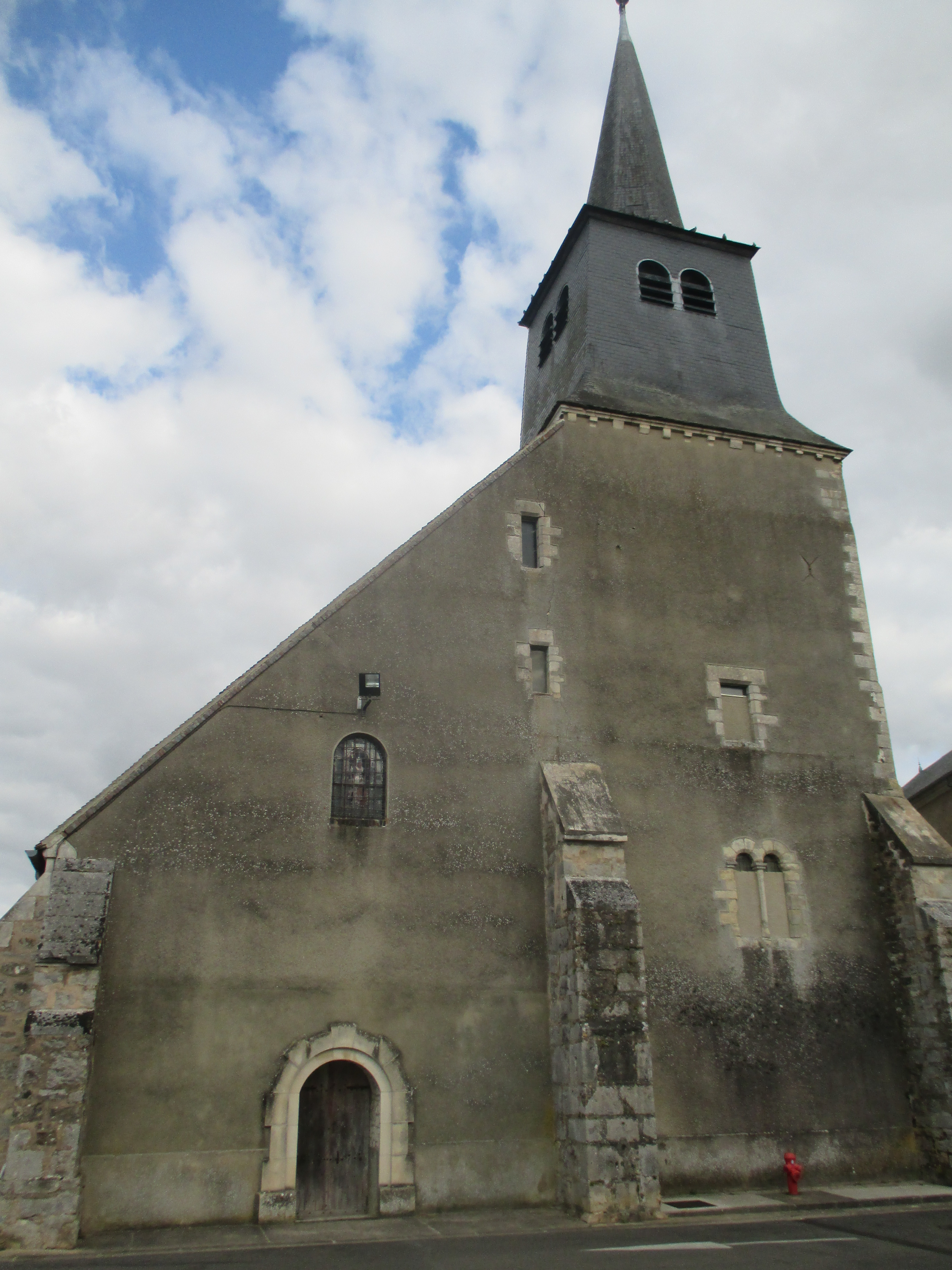
Façade et clocher de l'église.

Les Hospitaliers de l'ordre de Saint-Jean de Jérusalem font construire la chapelle romane de leur commanderie de Cerisiers au XIIe siècle. Ils ajoutent un siècle plus tard une grande nef à la petite nef (bas-côté sud aujourd'hui).
On remarque à l'intérieur la pierre tombale du commandeur Guy de Boissanz mort en 1226 avec l'inscription latine : « L’an de l’incarnation du Seigneur 1226, Gui Broissanz quitta la course de la présente vie. Gui, homme du Christ, est placé sous cette pierre. Combien de pauvres mêlés aux veufs pour ces tristes funérailles, après [illisible] pour me voir à ma place dans les cieux. Si tu recherches ce que je serai, je suis ce que tu seras ».
La commanderie de Cerisiers ruinée par les guerres est réunie à celle de Launay en 1469.

## Description

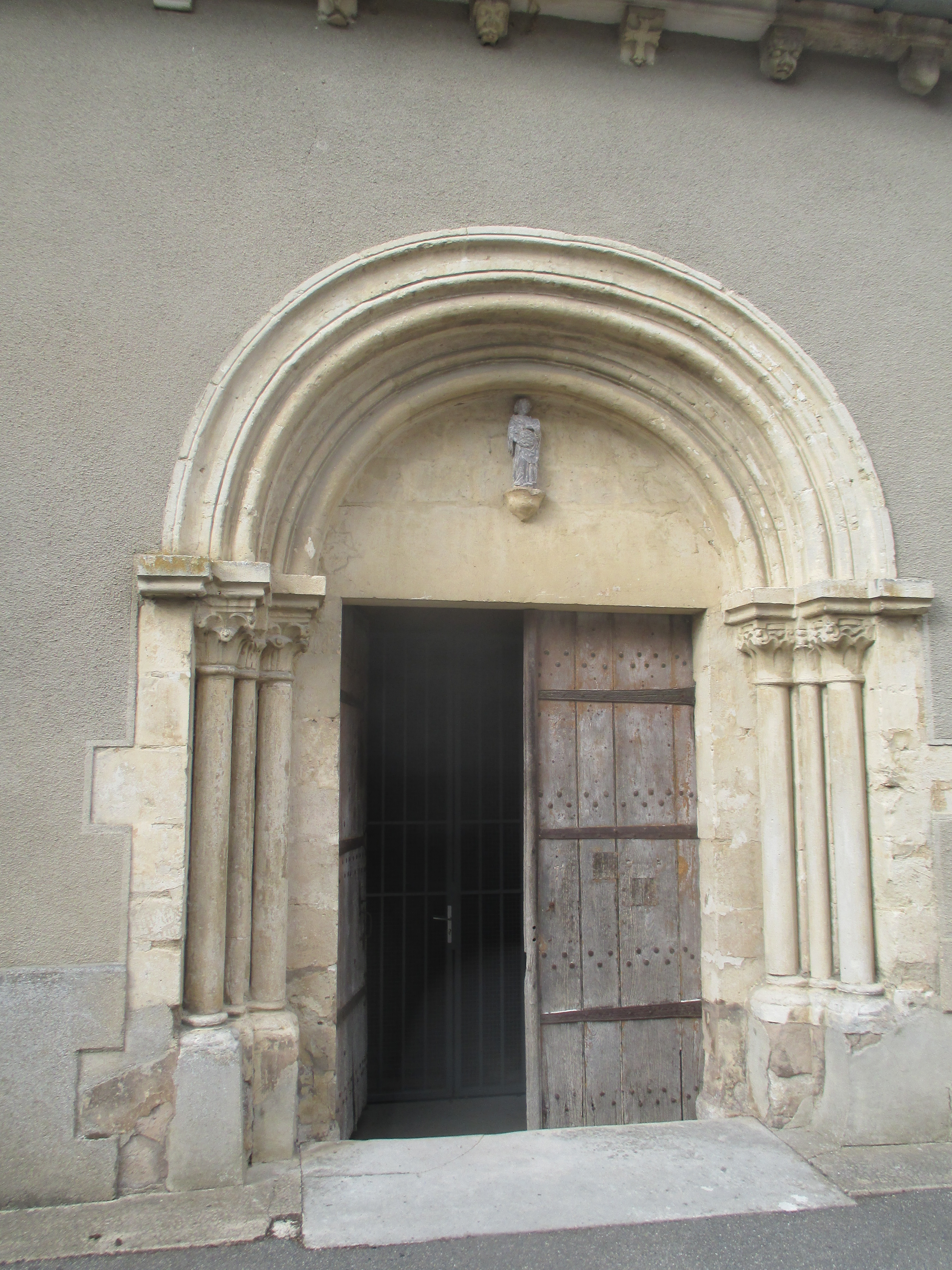
Portail de l'église.

L'église possède six cloches en bronze : deux cloches d'horloge de 1536 avec leur mécanisme d'origine, ainsi que la cloche baptisée du nom de Jehanne en 1543, celle du nom de Jeanne-Élisabeth baptisée en 1707 (diamètre 120 cm) et deux cloches modernes: Renée-Marie et Suzanne, installées en 1994.